# Kämmenniemi
Kämmenniemi est un quartier de Tampere en Finlande.
Kämmenniemi est une partie de l'ancienne commune de Teisko.

## Description
La route régionale 338 qui va de Tampere à Ruovesi traverse Kämmenniemi. 
La distance entre Kämmenniemi et le centre de Tampere est d'environ 25 kilomètres.
Kämmenniemi compte, entre-autres, l'école de Kämmenniemi, la bibliothèque de Kämmenniemi et la caserne de pompiers Teisko VPK.

## Galerie

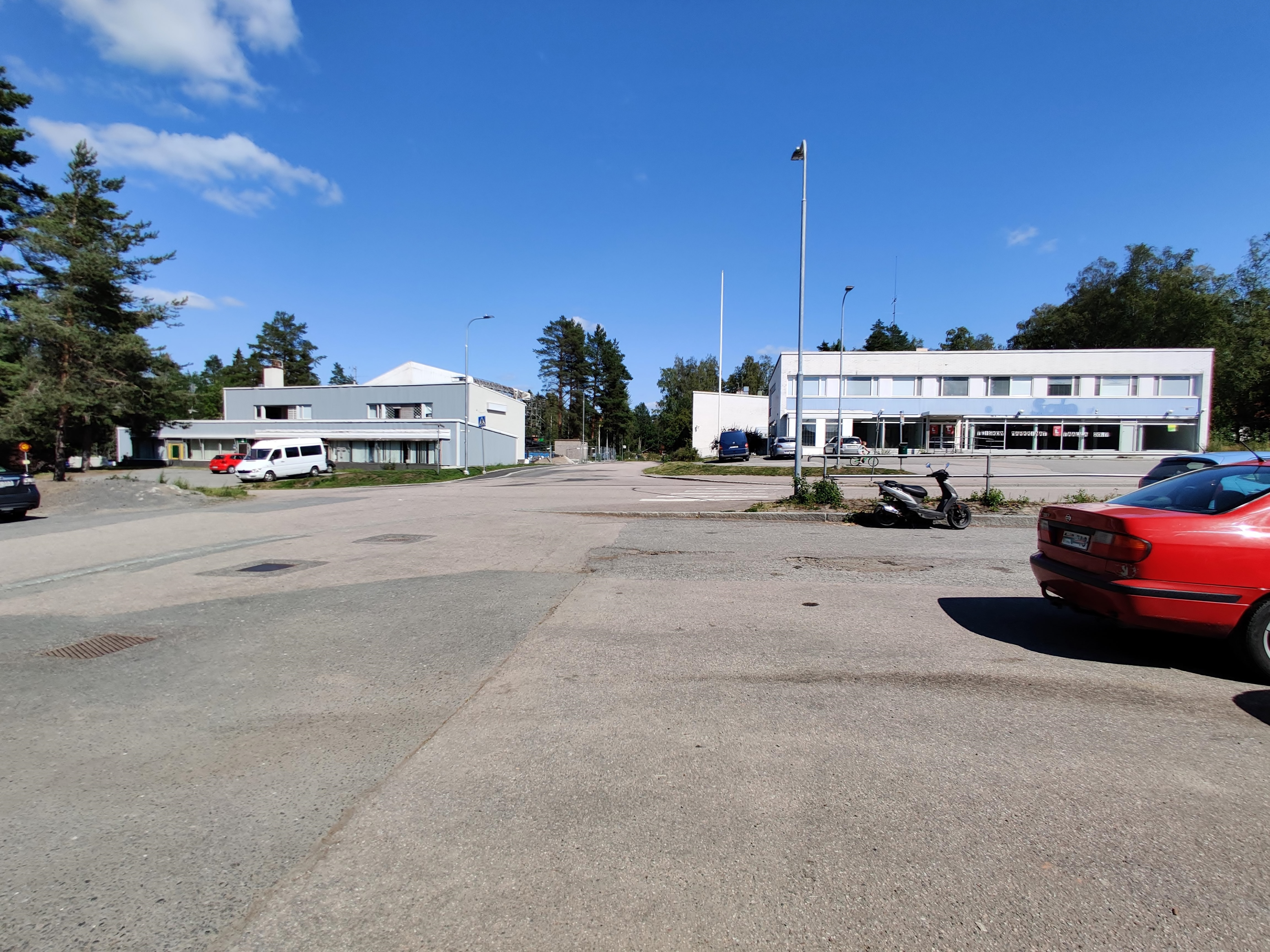
Centre de Kämmenniemi en 2019.
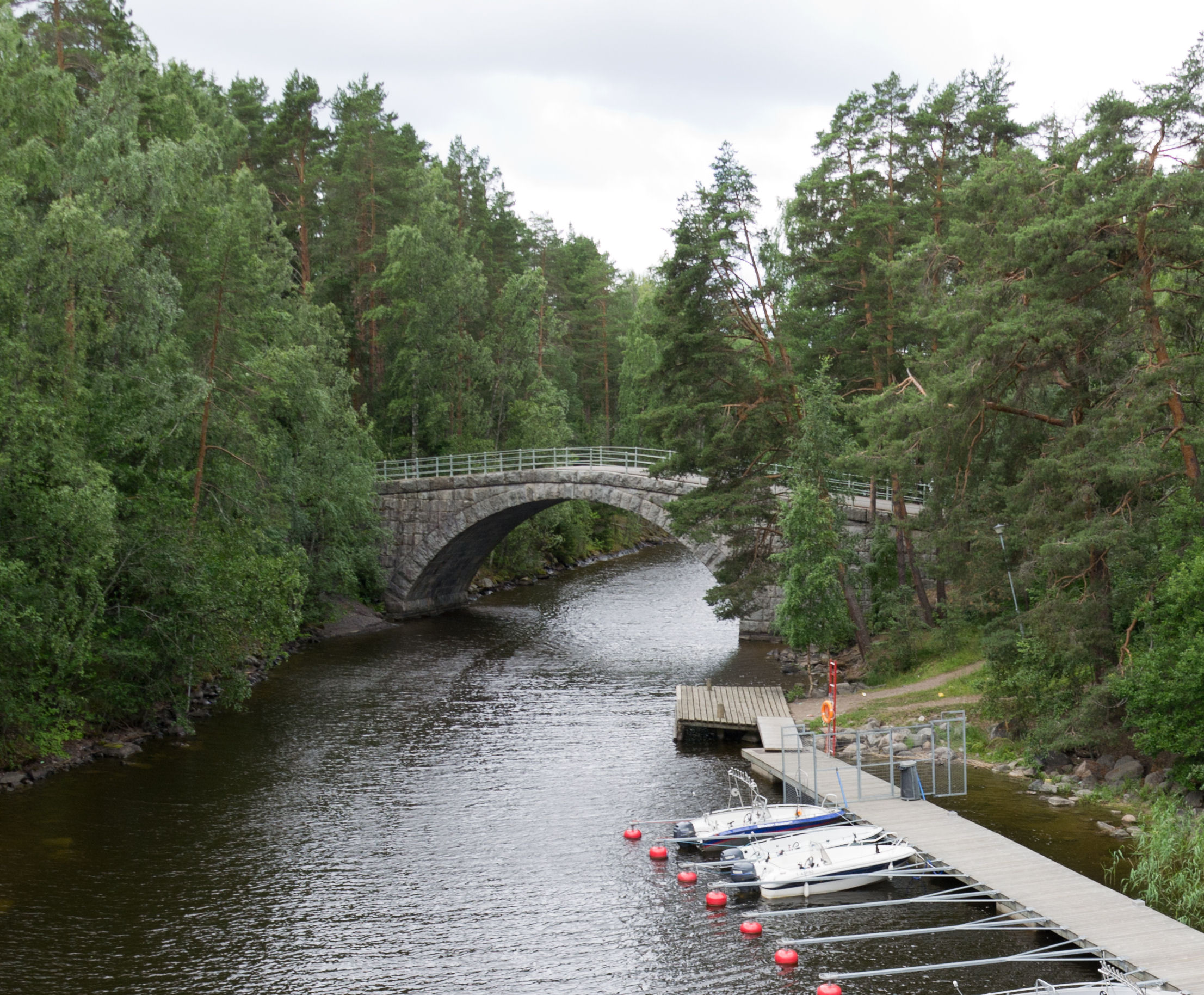
Le pont Aunes.
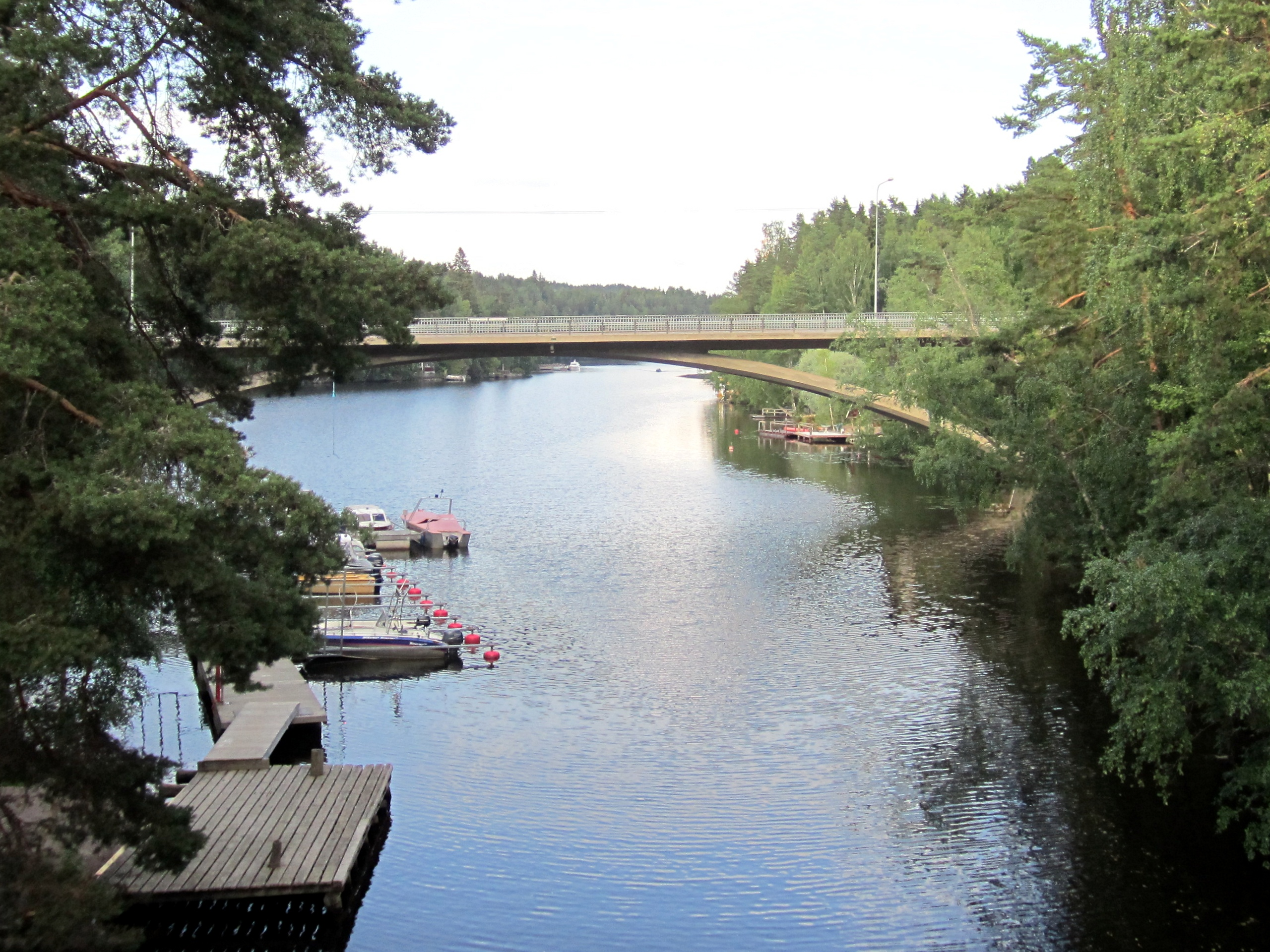
Pont de Kaitavesi.